# Abu Chanadik
Abu Chanadik (arab. أبو خنادق) – wieś w Syrii, w muhafazie Hama. W 2004 roku liczyła 507 mieszkańców.